# Parangi Aru
Parangi Aru – rzeka Sri Lanki w Prowincji Północnej o długości 60 km. Powierzchnia zlewni to 832 km².
Rozpoczyna swój bieg w dystrykcie Wawunija, płynąc dalej przez Mannar i Mullajttiwu. Uchodzi do zatoki Palk przy cieśninie Palk.